# Han Jin-won
Han Jin-won (한진원 ) es un guionista surcoreano. Es conocido por su trabajo en Parasitos como escritor, lo que le valió aclamación crítica y reconocimientos, incluyendo un Premio de la Academia al Mejor Guion Original en los 92.os Premios de la Academia en 2020.

## Filmografía
| Año  | Título              | Director  | Escritor | Actor | Notas                        |
| ---- | ------------------- | --------- | -------- | ----- | ---------------------------- |
| 2012 | South Bound         | No        | No       | No    | Equipo de apoyo              |
| 2014 | Dad for Rent        | Asistente | No       | No    |                              |
| 2014 | Daughter            | Asistente | No       | No    |                              |
| 2015 | Granny's Got Talent | Asistente | No       | Sí    | Bus mock 3                   |
| 2015 | Enemies In-Law      | Asistente | No       | No    |                              |
| 2016 | Pandora             | Asistente | No       | No    |                              |
| 2017 | Sense8              | Asistente | No       | No    | Tercer asistente de director |
| 2017 | Okja                | Asistente | No       | No    |                              |
| 2019 | Parásitos           | No        | Sí       | No    |                              |